# Wapen van Nij Beets

Wapen van Nij Beets

Het wapen van Nij Beets is het dorpswapen van het Nederlandse dorp Nij Beets, in de Friese gemeente Opsterland. Het wapen werd in 1994 geregistreerd.

## Beschrijving
De blazoenering van het wapen luidt als volgt:
Golvend doorsneden: I In goud twee klaverbladeren van keel. II in sabel drie turven van zilver, geplaatst 2 en 1; over alles heen een turfsteker van het een in het ander.
De heraldische kleuren zijn: goud (goud), keel (rood), sabel (zwart) en zilver (zilver).

## Symboliek
- Zwart veld: staat symbool voor het veen in het gebied. De golvende rand verwijst naar het deel Beets in de plaatsnaam wat duidt op een beek. Dit betreft het Koningsdiep.[3]
- Gouden veld: staat voor de ondergrond van zand.[3]
- Turfsteker: gereedschap om de turf mee te steken, verwijzing naar de vervening.[3]
- Zilveren turven: eveneens een verwijzing naar de vervening.[3]
- Rode klavers: beeldt het agrarische karakter van de omgeving uit.[3]

## Zie ook

Vlag van Nij Beets